# Mission to Mars (soundtrack)
Mission to Mars is de originele soundtrack, gecomponeerd en gedirigeerd door Ennio Morricone voor de film Mission to Mars uit 2000 van Brian De Palma. Het album werd uitgebracht in 2000 door Hollywood Records.
De partituur werd uitgevoerd door de New York Philharmonic en opgenomen in The Hit Factory in New York. De muziek werd opgenomen en gemixt door Dan Wallin.

## Tracklijst
Alle nummers geschreven door Ennio Morricone.

| 1.                 | A Heart Beats in Space | 7:58  |
| 2.                 | A Martian              | 6:05  |
| 3.                 | A World Which Searches | 2:58  |
| 4.                 | And Afterwards?        | 6:32  |
| 5.                 | A Wife Lost            | 3:26  |
| 6.                 | Towards the Unknown    | 8:14  |
| 7.                 | Ecstasy of Mars        | 2:57  |
| 8.                 | Sacrifice of a Hero    | 13:19 |
| 9.                 | Where?                 | 5:32  |
| 10.                | An Unexpected Surprise | 2:32  |
| 11.                | All the Friends        | 2:38  |
| Totale duur: 62:11 |                        |       |

## Personeel
- Dominic DeRasse – trompet (solist)
- Trudy Kane – fluit (solist)
- John Moses – klarinet